# Gruppefører
En gruppefører er en betegnelse, der primært findes anvendt i to af Forsvarets tre værn, Hæren og Flyvevåbnet. Det tredje værn, Søværnet, benytter ikke gruppeførere.
Gruppeføreren har kommando over en gruppe på typisk 8-12 menige og har oftest rang af sergent eller oversergent. Undertiden kan menige (dog primært konstabler og enkelte Menige) også udnævnes til gruppefører, enten for at dække funktionen i en akut opstået situation, eller for at honorere pågældende soldats erfaringer i forhold til at løse en specifik opgave. Herefter er man såkaldt menig gruppefører.
Begrebet er undertiden også brugt i andre bevægelser, eksempelvis hos spejderne.